# Улица Пушкина (Томск)
У́лица Пу́шкина в Томске, от Октябрьского взвоза до Иркутского тракта, одна из главных транспортных магистралей Томска.

## История
Первое название — Иркутская улица, начиналась от Воскресенской церкви. Вблизи церкви имели усадьбу Кухтерины, в доме № 8 находилась их контора, в домах № 10, 12 и 50 — торговые помещения.

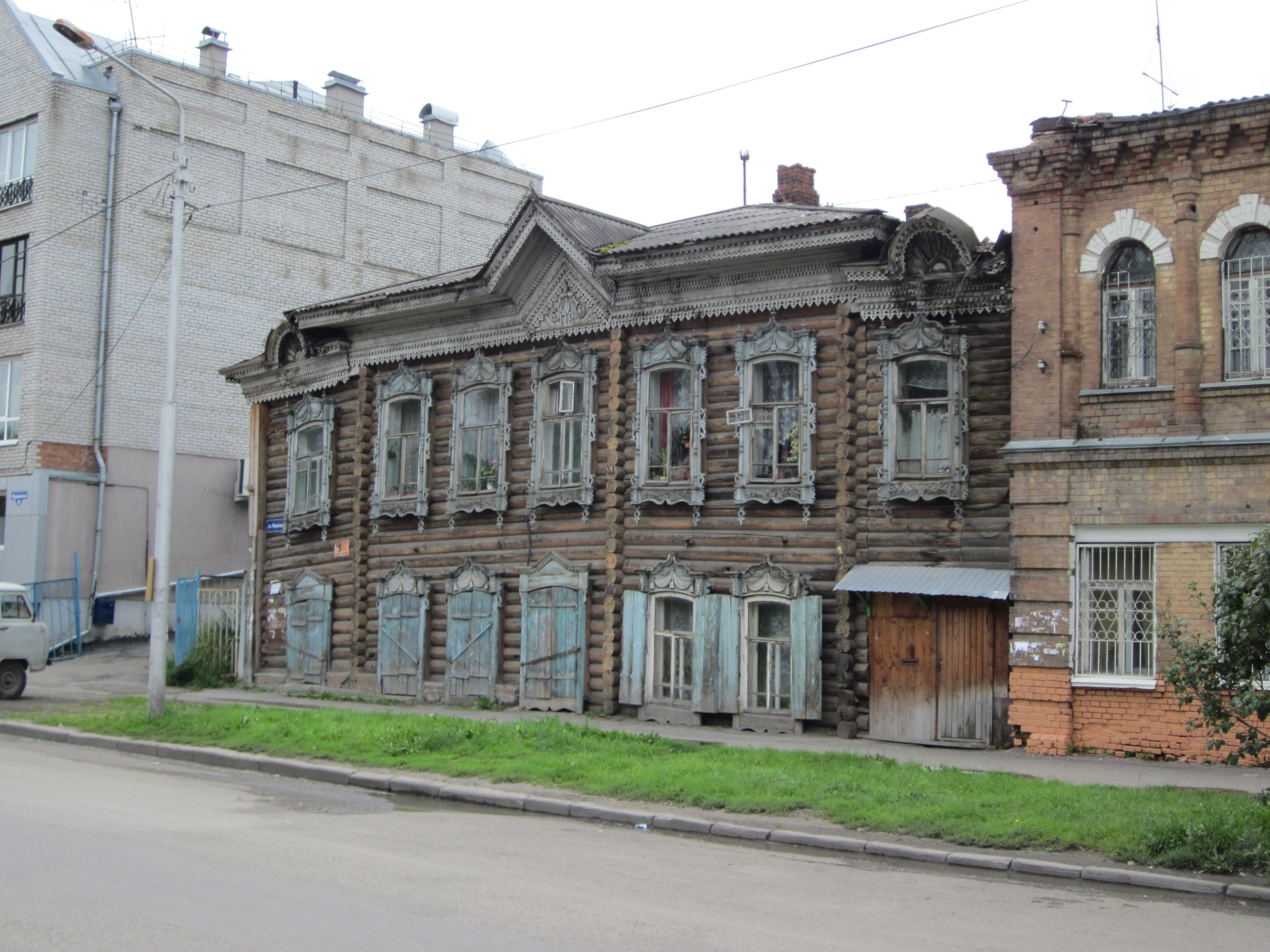
Дом N°24.

В конце улицы, в доме № 21, располагалась почтовая станция. В 1864 году по дороге в восточносибирскую ссылку на станции останавливался Н. Г. Чернышевский.
9 августа 1880 года вместе с очередной партией ссыльных прибыл в Томск для дальнейшего следования на восток сосланный в Сибирь В. Г. Короленко и содержался в находившей на улице местной пересыльной тюрьме (ныне — дом № 48).
Напротив станции начиналось Вознесенское кладбище, на православном участке которого были похоронены многие знаменитые томичи — первый профессиональный художник Томска Павел Кошаров, издатель первого сибирского журнала «Сибирский наблюдатель» Всеволод Долгоруков, купцы Иван Ефимов, Захарий Цибульский, Евграф Королёв, Фёдор Пушников и другие.
В 1904—1906 годах на Иркутской улице была возведена пересыльная тюрьма вместимостью до 1700 человек.
В 1905 году окончена строительством водонапорная башня на углу с улицей Яковлева.

## Новая история
В 1949 году, к 150-летию А. С. Пушкина, Иркутской улице присвоили имя великого русского поэта. При этом, в улицу вошла часть Иркутского тракта до железнодорожного переезда. В этой связи на улице оказались два крупных промышленных предприятия — «Сибкабель» и Государственный подшипниковый завод № 5 (позже — Акционерное общество «Ролтом» и предприятие «Томский подшипник», в настоящее время не действует).

## Современность
В реконструированных цехах бывшего ГПЗ-5 открылся гипермаркет «Томь».

### Развлекательный комплекс «Шарики»

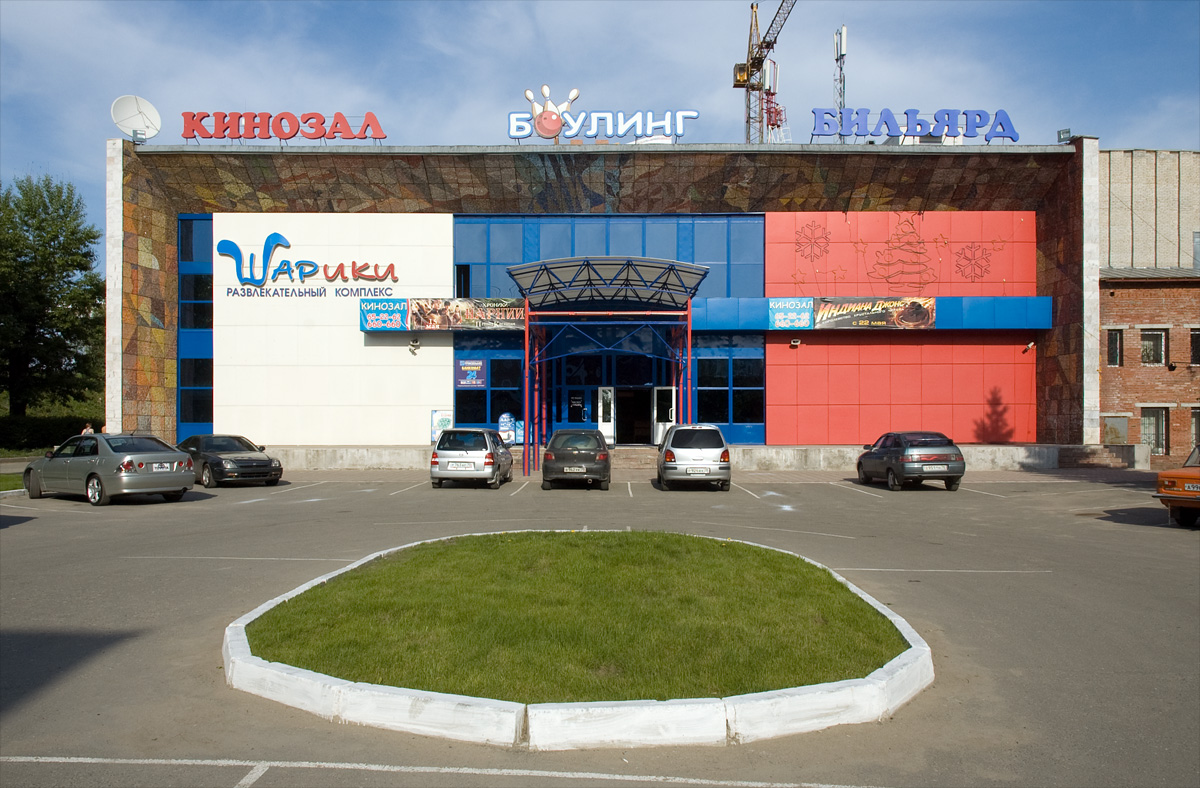
Развлекательный комплекс «Шарики».

Бывший дворец культуры и техники «Лидер» подшипникового завода перестроен в развлекательный центр «Шарики» (открыт в мае 2004 года). В наши дни в его рамках функционируют:
- боулинг;
- двухзальный кинотеатр;
- игровые автоматы для детей и подростков;
- зал для банкетов и торжеств;
- кафе.

### Магазин сети «Лента»
В декабре 2016 года в доме № 59 открылся третий в Томске гипермаркет сети «Лента».

## Достопримечательности
- Дом № 26 — (1902)  памятник архитектуры № 7000202000;
- Дом № 28 — (начало XX века)  памятник архитектуры № 77000203000;
- Дом № 32 — (начало XX века)  памятник архитектуры № 7000204000;
- Дом № 38 — (начало XX века)  памятник архитектуры № 7000205000;
- Дом № 40 — (начало XX века)  памятник архитектуры № 7010032000;
- Водонапорная башня (конец XIX века)  памятник архитектуры № 7000239000.